# 横山航太
横山 航太（よこやま こうた、1995年8月20日 - ）は、長野県長野市出身の自転車競技選手。シマノレーシング所属。

## 主な成績

### ロードレース
- 2012年
  - チャレンジサイクルロードレース大会 A-Jクラス 3位
- 2013年
  - 第33回アジア自転車競技選手権大会 ジュニアロードレース 7位
  - 全日本ステージレースinいわて 区間2勝（第1、第3）、総合5位
  - 全国ジュニア自転車競技大会 優勝
  - 全国高等学校選抜自転車競技大会 ロードレース 2位
- 2017年
  -  全日本自転車競技選手権大会 U23ロードレース 優勝
- 2018年
  - JBCF 修善寺ロードレース Day1 3位
  - JBCF 修善寺ロードレース Day2 4位

### シクロクロス
- 2010-2011年
  -  全日本シクロクロス選手権大会 U17 優勝
- 2011-2012年
  - 全日本シクロクロス選手権大会 ジュニア 2位
- 2012-2013年
  -  全日本シクロクロス選手権大会 ジュニア 優勝
- 2013-2014年
  - 野辺山シクロクロス 優勝
- 2014-2015年
  -  全日本シクロクロス選手権大会 U23 優勝
  - 関西シクロクロス 堺 優勝
  - 関西シクロクロス 希望ヶ丘 優勝
  - 関西シクロクロス 岬町 優勝
  - 信州シクロクロス 飯山 優勝
- 2015-2016年
  - 関西シクロクロス マキノ 優勝
  - '全日本シクロクロス選手権大会 U23 2位
- 2016-2017年
  -  全日本シクロクロス選手権大会 U23 優勝
  - くろんど池シクロクロス 優勝
  - Raphaスーパークロス野辺山 Day1 3位
- 2017-2018年
  - 全日本シクロクロス選手権大会 2位

### マウンテンバイク
- 2012年
  - 全日本マウンテンバイク選手権大会クロスカントリー・男子ジュニア 3位
- 2013年
  -  全日本マウンテンバイク選手権大会クロスカントリー・男子ジュニア 優勝